# Txatxalaca ala-roja
La txatxalaca ala-roja (Ortalis garrula) és una espècie d'ocell de la família dels cràcids (Cracidae). Aquest txatxalaca habita boscos, matolls i encara manglars a les terres baixes del nord de Colòmbia, entre l'àrea de distribució d'Ortalis cinereiceps, a l'oest i la d'Ortalis ruficauda a l'est.